# Aliona Bolsova
Aliona Bolsova Zadoinov (født 6. november 1997 i Chișinău, Moldova) er en professionel tennisspiller fra Spanien.